# Campeonato Brasileiro de Futebol Feminino de 2023
A Série A1 do Campeonato Brasileiro de Futebol Feminino de 2023 (Brasileirão Feminino Neoenergia 2023 – Série A1 por motivos de patrocínio) foi a 11.ª edição da maior competição nacional de futebol feminino, organizada pela Confederação Brasileira de Futebol (CBF).
Assim como nas edições anteriores, o Campeonato vai contar com 16 equipes que jogam em turno único, classificando-se os oito melhores colocados. As fases seguintes vão ser em formato mata-mata, em jogos de ida e volta. A competição classifica os finalistas para a Copa Libertadores e para a Supercopa do Brasil, ambas no ano seguinte. A Supercopa será realizada com as melhores equipes entre os 12 primeiros colocados do Campeonato, sendo apenas uma vaga por estado. Caso todas as vagas não sejam preenchidas, serão distribuída entre os quatro primeiros da Série A2 de 2023.
Conforme o calendário do futebol feminino divulgado pela CBF, a competição acontecerá entre 24 de fevereiro e 17 de setembro, com a primeira fase se encerrando, em 11 de junho. Haverá uma parada no Campeonato entre 10 de julho e 20 de agosto em função da Copa do Mundo de 2023.
O rebaixamento para a Série A2 começou a ser definido na décima segunda rodada, quando o Ceará teve seu descenso matematicamente confirmado com a sua derrota contra o Real Ariquemes por 2–0.

## Formato e regulamento
O Campeonato seguirá a fórmula dos anos anteriores, sendo disputado em quatro fases: na primeira fase os 16 clubes jogaram no modelo de pontos corridos, em turno único. Os oito primeiros se classificaram para as quartas de final e os quatro últimos serão rebaixados para a Série A2 de 2024. Nas quartas de final, os clubes se enfrentaram no sistema eliminatório ("mata-mata") classificando-se o vencedor de cada grupo. Na semifinal, os clubes também se enfrentaram no sistema eliminatório classificando-se o vencedor de cada grupo para a final, onde, por fim, os dois clubes se enfrentaram também no sistema eliminatório para definir o campeão.
1. Primeira fase: 16 clubes jogam todos contra todos em turno único
2. Segunda fase (quartas de final): oito clubes distribuídos em quatro grupos de dois clubes cada
3. Terceira fase (semifinal): quatro clubes distribuídos em dois grupos de dois clubes cada
4. Quarta fase (final): em um grupo de dois clubes, de onde sairá o campeão

### Critérios de desempate
Em caso de empate de pontos entre dois clubes, os critérios de desempate são aplicados na seguinte ordem:
1. Número de vitórias
2. Saldo de gols
3. Gols marcados
4. Número de cartões vermelhos
5. Número de cartões amarelos
6. Sorteio

## Participantes
| Equipe               | Estado            | Em 2022        | Estádio (mando)               | Capacidade      | Títulos                    |
| -------------------- | ----------------- | -------------- | ----------------------------- | --------------- | -------------------------- |
| Athletico Paranaense | Paraná            | 2.º (série A2) | Miniestádio                   | 1 356           | 0 (não possui)             |
| Atlético Mineiro     | Minas Gerais      | 11.º           | Alterosas                     | 2 000           | 0 (não possui)             |
| Avaí/Kindermann      | Santa Catarina    | 10.º           | Carlos Alberto Costa Neves    | 6 500           | 0 (não possui)             |
| Bahia                | Bahia             | 4.º (série A2) | Cidade Tricolor               | 500             | 0 (não possui)             |
| Ceará                | Ceará             | 1.º (série A2) | Domingão                      | 8 000           | 0 (não possui)             |
| Corinthians          | São Paulo         | 1.º            | Parque São Jorge              | 16 000          | 4 (2018, 2020, 2021, 2022) |
| Cruzeiro             | Minas Gerais      | 12.º           | Estádio das Alterosas         | 2 000           | 0 (não possui)             |
| Ferroviária          | São Paulo         | 7.º            | Fonte Luminosa                | 20 950          | 2 (2014, 2019)             |
| Flamengo             | Rio de Janeiro    | 6.º            | Luso-Brasileiro               | 5 500           | 1 (2016)                   |
| Grêmio               | Rio Grande do Sul | 8.º            | Vieirão                       | 4 700           | 0 (não possui)             |
| Internacional        | Rio Grande do Sul | 2.º            | SESC Campestre                | 2 800           | 0 (não possui)             |
| Palmeiras            | São Paulo         | 3.º            | Jayme Cintra / Allianz Parque | 12 000 / 43 713 | 0 (não possui)             |
| Real Ariquemes       | Rondônia          | 3.º (série A2) | Valerião                      | 5 000           | 0 (não possui)             |
| Real Brasília        | Distrito Federal  | 5.º            | Defelê                        | 1 500           | 0 (não possui)             |
| Santos               | São Paulo         | 9.º            | Vila Belmiro                  | 16 068          | 1 (2017)                   |
| São Paulo            | São Paulo         | 4.º            | Marcelo Portugal              | 1 500           | 0 (não possui)             |

## Primeira fase

### Classificação
| Pos. | Equipes              | Pts. | J  | V  | E | D  | GP | GC | SG  | %  | M       | Classificação ou rebaixamento             |
| ---- | -------------------- | ---- | -- | -- | - | -- | -- | -- | --- | -- | ------- | ----------------------------------------- |
| 1    | Corinthians          | 37   | 15 | 12 | 1 | 2  | 53 | 8  | +45 | 82 | Estável | Zona de classificação para a segunda fase |
| 2    | Palmeiras            | 33   | 15 | 11 | 2 | 2  | 48 | 14 | +34 | 77 | Estável | Zona de classificação para a segunda fase |
| 3    | Ferroviária          | 34   | 15 | 11 | 1 | 3  | 38 | 16 | +22 | 75 | Estável | Zona de classificação para a segunda fase |
| 4    | Santos               | 32   | 15 | 10 | 2 | 3  | 32 | 10 | +22 | 71 | Estável | Zona de classificação para a segunda fase |
| 5    | Flamengo             | 31   | 15 | 10 | 1 | 4  | 23 | 14 | +9  | 68 | 1       | Zona de classificação para a segunda fase |
| 6    | Internacional        | 28   | 15 | 9  | 1 | 5  | 25 | 16 | +9  | 62 | 1       | Zona de classificação para a segunda fase |
| 7    | São Paulo            | 25   | 15 | 7  | 4 | 4  | 27 | 13 | +14 | 55 | Estável | Zona de classificação para a segunda fase |
| 8    | Cruzeiro             | 22   | 15 | 6  | 4 | 5  | 36 | 26 | +10 | 48 | Estável | Zona de classificação para a segunda fase |
| 9    | Grêmio               | 19   | 15 | 6  | 1 | 8  | 16 | 22 | –5  | 42 | Estável | Eliminados na primeira fase               |
| 10   | Avaí/Kindermann      | 19   | 15 | 6  | 1 | 8  | 25 | 33 | –8  | 45 | Estável | Eliminados na primeira fase               |
| 11   | Real Brasília        | 17   | 15 | 5  | 2 | 8  | 16 | 24 | –8  | 37 | Estável | Eliminados na primeira fase               |
| 12   | Atlético Mineiro     | 16   | 15 | 5  | 1 | 9  | 17 | 23 | –6  | 35 | Estável | Eliminados na primeira fase               |
| 13   | Bahia                | 13   | 15 | 4  | 1 | 10 | 25 | 33 | –9  | 28 | Estável | Zona de rebaixamento à Série A2 2024      |
| 14   | Athletico Paranaense | 10   | 15 | 3  | 1 | 11 | 15 | 33 | –18 | 22 | Estável | Zona de rebaixamento à Série A2 2024      |
| 15   | Real Ariquemes       | 9    | 15 | 3  | 0 | 12 | 10 | 54 | –44 | 20 | Estável | Zona de rebaixamento à Série A2 2024      |
| 16   | Ceará                | 1    | 15 | 0  | 1 | 14 | 7  | 74 | –67 | 2  | Estável | Zona de rebaixamento à Série A2 2024      |

Critérios de ordenação: 1. Pontos ganhos / 2. Vitórias / 3. Saldo de gols / 4. Gols pró (gols marcados) / 5. Cartões vermelhos e amarelos
Última atualização: 12 de junho

### Desempenho por rodada
Clubes que lideraram o Campeonato ao final de cada rodada:
| Rodadas | Rodadas | Rodadas | Rodadas | Rodadas | Rodadas | Rodadas | Rodadas | Rodadas | Rodadas | Rodadas | Rodadas | Rodadas | Rodadas | Rodadas |
| ------- | ------- | ------- | ------- | ------- | ------- | ------- | ------- | ------- | ------- | ------- | ------- | ------- | ------- | ------- |
| 1       | 2       | 3       | 4       | 5       | 6       | 7       | 8       | 9       | 10      | 11      | 12      | 13      | 14      | 15      |
| COR     | COR     | COR     | COR     | COR     | COR     | COR     | FER     | FER     | FLA     | COR     | COR     | COR     | COR     | COR     |

Clubes que ficaram na última posição do Campeonato ao final de cada rodada:
| Rodadas | Rodadas | Rodadas | Rodadas | Rodadas | Rodadas | Rodadas | Rodadas | Rodadas | Rodadas | Rodadas | Rodadas | Rodadas | Rodadas | Rodadas |
| ------- | ------- | ------- | ------- | ------- | ------- | ------- | ------- | ------- | ------- | ------- | ------- | ------- | ------- | ------- |
| 1       | 2       | 3       | 4       | 5       | 6       | 7       | 8       | 9       | 10      | 11      | 12      | 13      | 14      | 15      |
| CEA     |         |         |         |         |         |         |         |         |         |         |         |         |         |         |

### Partidas
Fonte: 

#### Primeira rodada
| 24 de fevereiro Jogo 2 | Santos                                            | 3 – 0                      | Flamengo | Santos                                                                  |  |
| 20:00                  | Fabi Simões 22' · Thaisinha 45+2' · Cristiane 54' | Súmula (CBF) Borderô (CBF) |          | Estádio: Vila Belmiro Renda: R$ 0,00 Árbitra: SP Marianna Nanni Batalha |  |

| 25 de fevereiro Jogo 5 | Internacional     | 2 – 1                      | Athletico Paranaense | Porto Alegre                                                                            |  |
| 11:00                  | Priscila 70', 77' | Súmula (CBF) Borderô (CBF) | Nathália 38'         | Estádio: SESC Protásio Alves Público: 17 Renda: R$ 170,00 Árbitra: RS Andressa Hartmann |  |

| 25 de fevereiro Jogo 6 | Corinthians | 14 – 0                     | Ceará | Mogi das Cruzes                                                                             |  |
| 11:00                  | Jaqueline 10' (pen.), 46' · Diany 24', 35', 38' · Jheniffer 31', 44' · Gabi Portilho 34', 81' · Luana 36' · Vic Albuquerque 51' · Fernanda 72', 86' · Millene 75' | Súmula (CBF) Borderô (CBF) |       | Estádio: Nogueirão Público: 676 Renda: R$ 74 594,00 Árbitro: SP Fabiano Monteiro dos Santos |  |

| 25 de fevereiro Jogo 3 | São Paulo | 1 – 1                      | Bahia         | Cotia                                                                    |  |
| 16:00                  | Naná 15'  | Súmula (CBF) Borderô (CBF) | Nathane 90+5' | Estádio: Marcelo Portugal Renda: R$ 0,00 Árbitra: SP Adeli Mara Monteiro |  |

| 25 de fevereiro Jogo 7 | Cruzeiro                 | 1 – 1                      | Grêmio            | Nova Lima                                                                               |  |
| 19:00                  | Byanca Brasil 25' (pen.) | Súmula (CBF) Borderô (CBF) | Caty 90+1' (pen.) | Estádio: Castor Cifuentes Renda: R$ 0,00 Árbitra: MG Francielly Fernanda Lima de Castro |  |

| 26 de fevereiro Jogo 4 | Palmeiras | 9 – 0                      | Real Ariquemes | São Paulo                                                                                                   |  |
| 11:00                  | Laís Estevam 6' · Amanda 51' (g.c.) · Duda Santos 68' · Poliana 71' · Bia Zaneratto 74' · Yamila Rodriguez 82', 90+1' · Andressinha 87' · Letícia Ferreira 90+2' | Súmula (CBF) Borderô (CBF) |                | Estádio: Allianz Parque Público: 2 825 Renda: R$ 42 100,00 Árbitra: SP Fernanda dos Santos Ignacio de Souza |  |

| 26 de fevereiro Jogo 1 | Avaí/Kindermann                  | 2 – 5        | Real Brasília                                           | Caçador                                                               |  |
| 15:00                  | Luciene 60' (pen.) · Annaysa 69' | Súmula (CBF) | Gabrielly 1', 10' · Isabela 34' · Lady Andrade 73', 87' | Estádio: Carlos Alberto Costa Neves Árbitra: SC Charly Deretti (FIFA) |  |

| 27 de fevereiro Jogo 8 | Atlético Mineiro          | 2 – 4                      | Ferroviária                               | Nova Lima                                                                 |  |
| 20:00                  | Jorelyn 16' · Ludmila 41' | Súmula (CBF) Borderô (CBF) | Aline 3' · Raquel 51' · Mylena 69', 90+2' | Estádio: Castor Cifuentes Renda: R$ 0,00 Árbitro: MG Hieger Tulio Cardoso |  |

#### Segunda rodada
| 4 de março Jogo 12 | Ceará | 0 – 2                      | São Paulo              | Fortaleza                                                            |  |
| 10:00              |       | Súmula (CBF) Borderô (CBF) | Ingrid 48' · Ariel 80' | Estádio: Presidente Vargas Renda: R$ 0,00 Árbitra: CE Ingrede Santos |  |

| 4 de março Jogo 9 | Bahia                   | 2 – 3                      | Cruzeiro                                         | Salvador                                                                                     |  |
| 15:00             | Yenny 77' · Nathane 89' | Súmula (CBF) Borderô (CBF) | Fernanda Tipa 20', 35' · Vanessinha 45+6' (pen.) | Estádio: Pituaçu Público: 200 Renda: R$ 200,00 Árbitro: BA Ricarle Gustavo Goncalves Batista |  |

| 4 de março Jogo 11 | Athletico Paranaense | 1 – 1        | Santos     | Curitiba                                         |  |
| 15:00              | Nat 5'               | Súmula (CBF) | Bianca 89' | Estádio: CAT do Cajú Árbitro: PR Robson Babinski |  |

| 4 de março Jogo 14 | Ferroviária           | 2 – 1        | Internacional | Araraquara                                                 |  |
| 16:00              | Lelê 37' · Raquel 43' | Súmula (CBF) | Belen 50'     | Estádio: Fonte Luminosa Árbitra: SP Marianna Nanni Batalha |  |

| 4 de março Jogo 10 | Real Ariquemes | 0 – 6        | Corinthians                                                                                 | Ariquemes                                           |  |
| 16:30              |                | Súmula (CBF) | Carol Nogueira 49' · Jaqueline Ribeiro 65' · Grazi 67' · Jheniffer 69' · Millene 81', 90+5' | Estádio: Valerião Árbitro: RO Jonathan Antero Silva |  |

| 5 de março Jogo 15 | Real Brasília | 0 – 3                      | Palmeiras                                            | Brasília                                                                            |  |
| 15:00              |               | Súmula (CBF) Borderô (CBF) | Bia Zaneratto 26' (pen.) · Letícia Ferreira 64', 86' | Estádio: Defelê Público: 232 Renda: R$ 1 945,00 Árbitro: DF Matheus de Moraes Silva |  |

| 5 de março Jogo 16 | Flamengo                                             | 3 – 0        | Avaí/Kindermann | Rio de Janeiro                                              |  |
| 20:00              | Sole Jaimes 2' · Duda Francelino 54' · Crivelari 64' | Súmula (CBF) |                 | Estádio: Luso-Brasileiro Árbitro: RJ Alan Trindade da Silva |  |

| 6 de março Jogo 13 | Grêmio                       | 2 – 1                      | Atlético Mineiro  | Eldorado do Sul                                                                |  |
| 20:00              | Caty 32' (pen.) · Raquel 83' | Súmula (CBF) Borderô (CBF) | Soraya 77' (pen.) | Estádio: Airton Ferreira da Silva Renda: R$ 0,00 Árbitra: RS Andressa Hartmann |  |

#### Terceira rodada
| 11 de março Jogo 22 | Internacional                       | 2 – 0                      | Real Brasília | Alvorada                                                                                                |  |
| 11:00               | Priscila 45+4' (pen.) · Isadora 71' | Súmula (CBF) Borderô (CBF) |               | Estádio: Morada dos Quero-Queros Público: 190 Renda: R$ 1 900,00 Árbitro: RS Jonathan Giovanella Vivian |  |

| 11 de março Jogo 17 | Bahia                                                                                         | 10 – 0                     | Ceará | Salvador                                                                        |  |
| 18:30               | Jordana 3' · Nathane 5', 41', 45+1' · Fabi Ramos 9', 15' · Juliana 24' · Aryane 48', 49', 83' | Súmula (CBF) Borderô (CBF) |       | Estádio: Pituaçu Público: 250 Renda: R$ 250,00 Árbitro: BA Eziquiel Sousa Costa |  |

| 12 de março Jogo 20 | Santos | 0 – 1        | Ferroviária  | Santos                                                             |  |
| 11:00               |        | Súmula (CBF) | Patricia 79' | Estádio: Vila Belmiro Árbitro: SP Pablo Rodrigo Soares de Oliveira |  |

| 12 de março Jogo 19 | Avaí/Kindermann           | 2 – 2        | Palmeiras                          | Caçador                                                                  |  |
| 15:00               | Lourdes 35' · Joyce 90+1' | Súmula (CBF) | Amanda Gutierres 75' · Poliana 89' | Estádio: Carlos Alberto Costa Neves Árbitra: SC Tainan Bordignon Somensi |  |

| 12 de março Jogo 24 | Atlético Mineiro   | 2 – 1                      | Athletico Paranaense | Betim                                                                                  |  |
| 15:00               | Jorelyn 16', 45+4' | Súmula (CBF) Borderô (CBF) | Paloma 89'           | Estádio: Arena Vera Cruz Renda: R$ 0,00 Árbitra: MG Francielly Fernanda Lima de Castro |  |

| 12 de março Jogo 18 | Real Ariquemes | 0 – 2        | Flamengo                        | Porto Velho                                        |  |
| 16:30               |                | Súmula (CBF) | Crivelari 15' · Sole Jaimes 42' | Estádio: Aluizão Árbitro: RO Jonathan Antero Silva |  |

| 12 de março Jogo 21 | São Paulo              | 2 – 2        | Cruzeiro                            | Cotia                                                        |  |
| 19:00               | Rafinha 68' · Naná 82' | Súmula (CBF) | Vitoria Calhau 26' · Vanessinha 60' | Estádio: Marcelo Portugal Árbitra: SP Marianna Nanni Batalha |  |

| 13 de março Jogo 23 | Corinthians                                                        | 4 – 0        | Grêmio | São Paulo                                        |  |
| 20:00               | Yasmin 10' · Vic Albuquerque 36' · Mariza 88' · Duda Sampaio 90+2' | Súmula (CBF) |        | Estádio: Canindé Árbitra: SP Adeli Mara Monteiro |  |

#### Quarta rodada
| 17 de março Jogo 31 | Palmeiras                                                     | 3 – 0        | Bahia | São Paulo                                           |  |
| 20:00               | Amanda Gutierres 40' · Duda Santos 49' · Yamila Rodriguez 71' | Súmula (CBF) |       | Estádio: Allianz Parque Árbitro: SP João Vitor Gobi |  |

| 17 de março Jogo 29 | Flamengo      | 1 – 0        | Atlético Mineiro | Rio de Janeiro                                          |  |
| 20:00               | Crivelari 28' | Súmula (CBF) |                  | Estádio: Luso-Brasileiro Árbitro: RJ Alex Gomes Stefano |  |

| 18 de março Jogo 25 | Athletico Paranaense                             | 4 – 1        | Real Ariquemes | Curitiba                                               |  |
| 15:00               | Nat 19' · Thais 34' · Thayslane 45+2' · Duda 84' | Súmula (CBF) | Geisiane 59'   | Estádio: CAT do Cajú Árbitro: PR André Ricardo Martins |  |

| 18 de março Jogo 26 | Grêmio                                           | 3 – 0        | Ceará | Eldorado do Sul                                                         |  |
| 15:00               | Rafa Levis 45+3' · Cássia 57' · Dani Ortolan 58' | Súmula (CBF) |       | Estádio: Airton Ferreira da Silva Árbitro: RS Érico Andrade de Carvalho |  |

| 18 de março Jogo 28 | Real Brasília | 0 – 4        | Santos                              | Brasília                                                       |  |
| 15:00               |               | Súmula (CBF) | Cristiane 6', 79' · Ketlen 27', 52' | Estádio: Defelê Árbitro: DF Marcello Ruda Neves Ramos da Costa |  |

| 19 de março Jogo 30 | São Paulo | 1 – 1        | Internacional  | Cotia                                                                      |  |
| 16:00               | Duda 28'  | Súmula (CBF) | Fany Gauto 54' | Estádio: Marcelo Portugal Árbitra: SP Fernanda dos Santos Ignacio de Souza |  |

| 19 de março Jogo 32 | Cruzeiro                                | 3 – 1        | Avaí/Kindermann   | Sete Lagoas                                                         |  |
| 17:00               | Mari Pires 50' · Byanca Brasil 72', 78' | Súmula (CBF) | Limpia 90' (pen.) | Estádio: Arena do Jacaré Árbitro: MG Daniel da Cunha Oliveira Filho |  |

| 20 de março Jogo 27 | Ferroviária | 1 – 4        | Corinthians                                                      | Araraquara                                                 |  |
| 20:00               | Aline 65'   | Súmula (CBF) | Vic Albuquerque 8' (pen.), 68' · Jaqueline 23' · Jheniffer 45+6' | Estádio: Fonte Luminosa Árbitra: SP Marianna Nanni Batalha |  |

#### Quinta rodada
| 25 de março Jogo 33 | Bahia                            | 3 – 2                      | Grêmio                        | Salvador                                                                              |  |
| 18:00               | Ellen 18' · Taba 84' · Yenny 86' | Súmula (CBF) Borderô (CBF) | Cássia 29' · Dani Ortolan 85' | Estádio: Pituaçu Público: 350 Renda: R$ 350,00 Árbitro: BA Josué Reis de Jesus Júnior |  |

| 26 de março Jogo 38 | Internacional | 1 – 0                      | Cruzeiro | Alvorada                                                                                                 |  |
| 11:00               | Celsa 33'     | Súmula (CBF) Borderô (CBF) |          | Estádio: Morada dos Quero-Queros Público: 455 Renda: R$ 4 550,00 Árbitro: RS Anderson da Silveira Farias |  |

| 26 de março Jogo 40 | Atlético Mineiro | 1 – 0                      | Real Brasília | Betim                                                                                           |  |
| 15:00               | Ludmila 22'      | Súmula (CBF) Borderô (CBF) |               | Estádio: Arena Vera Cruz Público: 152 Renda: R$ 0,00 Árbitra: MG Andreza Helena Siqueira (FIFA) |  |

| 26 de março Jogo 35 | Ceará | 0 – 6                      | Flamengo                                                              | Fortaleza                                                                                           |  |
| 15:00               |       | Súmula (CBF) Borderô (CBF) | Darlene 4', 53' · Crivelari 22', 42' · Sole Jaimes 45+1' · Thaísa 63' | Estádio: Presidente Vargas Renda: R$ 0,00 Árbitra: CE Elizabete Esmeralda Cordeiro dos Santos Gomes |  |

| 26 de março Jogo 36 | Avaí/Kindermann | 1 – 2        | São Paulo              | Caçador                                                           |  |
| 15:00               | Limpia 32'      | Súmula (CBF) | Duda 67' · Tamires 78' | Estádio: Carlos Alberto Costa Neves Árbitra: SC Jaqueline Blasius |  |

| 26 de março Jogo 34 | Real Ariquemes | 0 – 8        | Ferroviária                                                                    | Ariquemes                                           |  |
| 16:30               |                | Súmula (CBF) | Eudimilla 5', 13' · Lelê 16' · Aline 21', 44', 59' · Barrinha 41' · Suzane 50' | Estádio: Valerião Árbitro: RO Jonathan Antero Silva |  |

| 26 de março Jogo 39 | Corinthians | 1 – 0        | Athletico Paranaense | Mogi das Cruzes                                                     |  |
| 18:00               | Luana 59'   | Súmula (CBF) |                      | Estádio: Nogueirão Árbitra: SP Fernanda dos Santos Ignacio de Souza |  |

| 27 de março Jogo 37 | Santos        | 1 – 1        | Palmeiras         | Santos                                               |  |
| 20:00               | Thaisinha 11' | Súmula (CBF) | Bia Zaneratto 33' | Estádio: Vila Belmiro Árbitra: SP Edina Alves (FIFA) |  |

#### Sexta rodada
| 31 de março Jogo 44 | Flamengo        | 1 – 0        | Athletico Paranaense | Rio de Janeiro                                               |  |
| 18:45               | Sole Jaimes 90' | Súmula (CBF) |                      | Estádio: Luso-Brasileiro Árbitro: RJ Matheus Carneiro Torres |  |

| 1 de abril Jogo 41 | Grêmio           | 1 – 0                      | Santos | Eldorado do Sul                                                                             |  |
| 11:00              | Dani Ortolan 18' | Súmula (CBF) Borderô (CBF) |        | Estádio: Airton Ferreira da Silva Renda: R$ 0,00 Árbitro: RS Lucas Guimaraes Rechatiko Horn |  |

| 1 de abril Jogo 47 | Internacional                       | 3 – 2                      | Avaí/Kindermann | Alvorada                                                                                                |  |
| 11:00              | Bruna Benites 52' · Milena 62', 63' | Súmula (CBF) Borderô (CBF) | Limpia 72', 75' | Estádio: Morada dos Quero-Queros Público: 351 Renda: R$ 3 510,00 Árbitro: RS Jonathan Giovanella Vivian |  |

| 1 de abril Jogo 46 | Palmeiras | 11 – 0       | Ceará | São Paulo                                                                |  |
| 11:00              | Ingrid Sorriso 3', 44' · Letícia Ferreira 23', 31', 49' · Laís Estevam 45+1', 47' · Duda Santos 52' · Bia Zaneratto 75', 78' · Dudinha 88' | Súmula (CBF) |       | Estádio: Allianz Parque Árbitra: SP Fernanda dos Santos Ignácio de Souza |  |

| 2 de abril Jogo 43 | Real Brasília | 0 – 0                      | Corinthians | Brasília                                                                         |  |
| 15:00              |               | Súmula (CBF) Borderô (CBF) |             | Estádio: Defelê Público: 356 Renda: R$ 2 510,00 Árbitro: DF Rafael Martins Diniz |  |

| 2 de abril Jogo 42 | Ferroviária                                 | 3 – 0        | Bahia | Araraquara                                                |  |
| 16:00              | Camila 18' · Luana 50' · Larissa 65' (pen.) | Súmula (CBF) |       | Estádio: Fonte Luminosa Árbitro: SP Lucas Canetto Bellote |  |

| 2 de abril Jogo 48 | Cruzeiro                       | 2 – 3                      | Atlético Mineiro                 | Sete Lagoas                                                                                                 |  |
| 20:30              | Carol Baiana 85' · Marilia 86' | Súmula (CBF) Borderô (CBF) | Ingrid 4' · Ludmila 8' · Day 23' | Estádio: Arena do Jacaré Público: 946 Renda: R$ 2 900,00 Árbitro: MG Marco Aurelio Augusto Fazekas Ferreira |  |

| 3 de abril Jogo 45 | São Paulo                                                              | 7 – 0        | Real Ariquemes | Cotia                                                     |  |
| 15:00              | Nana 3', 25', 60' · Danielli 30' · Vivian 78' · Glaucia 81' · Mica 88' | Súmula (CBF) |                | Estádio: Marcelo Portugal Árbitra: SP Adeli Mara Monteiro |  |

#### Sétima rodada
| 14 de abril Jogo 51 | Athletico Paranaense | 1 – 4        | Ferroviária                                       | Curitiba                                                  |  |
| 15:00               | Thayslane 32' (pen.) | Súmula (CBF) | Raquel 19' · Camila 34' · Larissa 46' · Aline 69' | Estádio: CAT do Cajú Árbitro: PR Luiz Alexandre Fernandes |  |

| 14 de abril Jogo 56 | Atlético Mineiro | 1 – 0                      | São Paulo | Nova Lima                                                                                            |  |
| 19:00               | Ludmila 37'      | Súmula (CBF) Borderô (CBF) |           | Estádio: Castor Cifuentes Público: 300 Renda: R$ 0,00 Árbitra: MG Francielly Fernanda Lima de Castro |  |

| 15 de abril Jogo 50 | Real Ariquemes           | 2 – 3        | Internacional                         | Ariquemes                                           |  |
| 16:30               | Nayra 39' · Geisiane 59' | Súmula (CBF) | Amanda 28' (g.c.) · Priscila 29', 76' | Estádio: Valerião Árbitro: RO Jonathan Antero Silva |  |

| 16 de abril Jogo 52 | Ceará | 0 – 7        | Cruzeiro                                                                                              | Itaitinga                                                  |  |
| 10:00               |       | Súmula (CBF) | Isa Fernandes 45+1' · Marilia 45+4', 55' · Byanca Brasil 59', 80' · Mari Pires 67' · Carol Baiana 75' | Estádio: Cidade Vozão Árbitra: CE Michelle Peixoto Safatle |  |

| 16 de abril Jogo 53 | Santos                                                     | 4 – 0        | Avaí/Kindermann | Santos                                                        |  |
| 11:00               | Ketlen 32' · Andressa 47' · Vitória 48' · Gio Perpetuo 83' | Súmula (CBF) |                 | Estádio: Vila Belmiro Árbitro: SP Fabiano Monteiro dos Santos |  |

| 16 de abril Jogo 49 | Bahia                            | 2 – 1                      | Real Brasília | Salvador                                                                        |  |
| 18:00               | Sorriso 24' · Nathane 55' (pen.) | Súmula (CBF) Borderô (CBF) | Karla 73'     | Estádio: Pituaçu Público: 200 Renda: R$ 200,00 Árbitro: BA Bruno Nogueira Prado |  |

| 17 de abril Jogo 54 | Grêmio | 0 – 1                      | Flamengo   | Eldorado do Sul                                                                |  |
| 16:15               |        | Súmula (CBF) Borderô (CBF) | Thaísa 71' | Estádio: Airton Ferreira da Silva Renda: R$ 0,00 Árbitra: RS Andressa Hartmann |  |

| 17 de abril Jogo 55 | Corinthians                                     | 3 – 2        | Palmeiras                          | São Paulo                                                     |  |
| 18:30               | Vic Albuquerque 6' · Tamires 48' · Tarciane 85' | Súmula (CBF) | Lorena Benítez 30' · Camilinha 37' | Estádio: Parque São Jorge Árbitro: SP Ilbert Estevam da Silva |  |

#### Oitava rodada
| 21 de abril Jogo 64 | Cruzeiro                                              | 3 – 0                      | Real Ariquemes | Belo Horizonte                                                                            |  |
| 19:00               | Vanessinha 41' · Camila Ambrozio 61' · Karol Lins 81' | Súmula (CBF) Borderô (CBF) |                | Estádio: Alterosas Público: 272 Renda: R$ 0,00 Árbitra: MG Andreza Helena Siqueira (FIFA) |  |

| 22 de abril Jogo 60 | Flamengo       | 1 – 0        | Bahia | Rio de Janeiro                               |  |
| 11:00               | Sole Jaimes 8' | Súmula (CBF) |       | Estádio: Gávea Árbitro: RJ João Ennio Sobral |  |

| 23 de abril Jogo 61 | São Paulo | 0 – 1        | Santos        | Cotia                                                        |  |
| 11:00               |           | Súmula (CBF) | Jourdan 90+2' | Estádio: Marcelo Portugal Árbitra: SP Marianna Nanni Batalha |  |

| 23 de abril Jogo 59 | Real Brasília        | 2 – 0                      | Athletico Paranaense | Brasília                                                                             |  |
| 15:00               | Nene 11' · Petra 24' | Súmula (CBF) Borderô (CBF) |                      | Estádio: Defelê Público: 94 Renda: R$ 355,00 Árbitro: DF Luiz Paulo da Silva Aniceto |  |

| 23 de abril Jogo 57 | Avaí/Kindermann              | 2 – 1        | Grêmio     | Caçador                                                                  |  |
| 15:00               | Brendha 51' · Veronica 90+6' | Súmula (CBF) | Raquel 79' | Estádio: Carlos Alberto Costa Neves Árbitra: SC Tainan Bordignon Somensi |  |

| 23 de abril Jogo 58 | Ferroviária             | 2 – 0                      | Ceará | Araraquara                                                                              |  |
| 16:00               | Larissa 33', 77' (pen.) | Súmula (CBF) Borderô (CBF) |       | Estádio: Fonte Luminosa Público: 539 Renda: R$ 3 470,00 Árbitra: SP Adeli Mara Monteiro |  |

| 23 de abril Jogo 62 | Palmeiras                      | 3 – 1                      | Atlético Mineiro | Barueri                                                                                             |  |
| 18:00               | Amanda Gutierres 27', 45', 55' | Súmula (CBF) Borderô (CBF) | Rafaela 81'      | Estádio: Arena Barueri Público: 175 Renda: R$ 0,00 Árbitra: SP Fernanda dos Santos Ignacio de Souza |  |

| 24 de abril Jogo 63 | Internacional                   | 2 – 0                      | Corinthians | São Leopoldo                                                                                               |  |
| 17:30               | Belen 13' · Priscila 27' (pen.) | Súmula (CBF) Borderô (CBF) |             | Estádio: João Corrêa da Silveira Público: 455 Renda: R$ 4 550,00 Árbitro: RS Jonathan Benkenstein Pinheiro |  |

#### Nona rodada
| 29 de abril Jogo 69 | Flamengo                       | 2 – 0        | Real Brasília | Rio de Janeiro                                |  |
| 11:00               | Crivelari 5' · Sole Jaimes 18' | Súmula (CBF) |               | Estádio: Gávea Árbitro: RJ Alex Gomes Stefano |  |

| 29 de abril Jogo 70 | Palmeiras | 0 – 1                      | São Paulo          | São Paulo                                                                                          |  |
| 11:00               |           | Súmula (CBF) Borderô (CBF) | Poliana 41' (g.c.) | Estádio: Allianz Parque Público: 2 379 Renda: R$ 36 190,00 Árbitro: SP Fabiano Monteiro dos Santos |  |

| 29 de abril Jogo 66 | Ceará                  | 2 – 4                      | Athletico Paranaense                                    | Horizonte                                                   |  |
| 15:00               | Elena 52' · Amalia 89' | Súmula (CBF) Borderô (CBF) | Veronica 41' · Nat 61' · Nay 79' · Eduarda Tosti 90+10' | Estádio: Domingão Renda: R$ 0,00 Árbitra: CE Ingrede Santos |  |

| 29 de abril Jogo 72 | Atlético Mineiro | 0 – 1                      | Bahia      | Belo Horizonte                                                                            |  |
| 16:00               |                  | Súmula (CBF) Borderô (CBF) | Aryane 10' | Estádio: Alterosas Público: 300 Renda: R$ 0,00 Árbitra: MG Andreza Helena Siqueira (FIFA) |  |

| 29 de abril Jogo 65 | Real Ariquemes    | 2 – 1        | Avaí/Kindermann | Ariquemes                                                |  |
| 16:30               | Naiane 13', 90+4' | Súmula (CBF) | Joyce 31'       | Estádio: Valerião Árbitro: AC Julian Negreiros de Castro |  |

| 30 de abril Jogo 71 | Corinthians                                                                    | 7 – 1                      | Cruzeiro       | São Paulo                                                                                       |  |
| 11:00               | Yasmin 1' · Gabi Zanotti 11', 13', 29', 39' · Jheniffer 17' · Duda Sampaio 82' | Súmula (CBF) Borderô (CBF) | Vanessinha 66' | Estádio: Parque São Jorge Público: 5 438 Renda: R$ 95 778,00 Árbitra: SP Marianna Nanni Batalha |  |

| 30 de abril Jogo 67 | Santos                    | 2 – 1                      | Internacional | Santos                                                                                               |  |
| 15:00               | Cristiane 13' · Brena 68' | Súmula (CBF) Borderô (CBF) | Priscila 16'  | Estádio: Vila Belmiro Público: 3 152 Renda: R$ 0,00 Árbitra: SP Fernanda dos Santos Ignacio de Souza |  |

| 30 de abril Jogo 68 | Grêmio                | 1 – 4                      | Ferroviária                                         | Eldorado do Sul                                                                          |  |
| 15:00               | Rafa Levis 44' (pen.) | Súmula (CBF) Borderô (CBF) | Aline 36', 90+1' · Patricia 57' (g.c.) · Mylena 73' | Estádio: Airton Ferreira da Silva Renda: R$ 0,00 Árbitro: RS Anderson da Silveira Farias |  |

#### Décima rodada
| 5 de maio Jogo 74 | Athletico Paranaense | 0 – 2        | Grêmio                | Curitiba                                                           |  |
| 15:00             |                      | Súmula (CBF) | Agoss 7' · Raquel 48' | Estádio: CAT do Cajú Árbitra: PR Maria Luiza Brandelero dos Santos |  |

| 6 de maio Jogo 79 | Internacional | 1 – 2        | Palmeiras                                 | Alvorada                                                                |  |
| 11:00             | Tamara 33'    | Súmula (CBF) | Beatriz 21' (pen.) · Amanda Gutierres 55' | Estádio: Morada dos Quero-Queros Árbitro: RS Wagner Silveira Echevarria |  |

| 6 de maio Jogo 80 | Cruzeiro                            | 2 – 3        | Santos                               | Belo Horizonte                                                    |  |
| 19:00             | Byanca Brasil 3' · Rafa Andrade 76' | Súmula (CBF) | Tainá Maranhão 65' · Ketlen 81', 86' | Estádio: Alterosas Árbitra: MG Francielly Fernanda Lima de Castro |  |

| 7 de maio Jogo 78 | São Paulo | 0 – 3        | Corinthians                              | Cotia                                                                      |  |
| 11:00             |           | Súmula (CBF) | Tarciane 7' · Yasmin 29' · Luana 45+1' · | Estádio: Marcelo Portugal Árbitra: SP Fernanda dos Santos Ignacio de Souza |  |

| 7 de maio Jogo 77 | Real Brasília            | 2 – 1        | Ceará      | Brasília                                            |  |
| 15:00             | Maria São Pedro 67', 79' | Súmula (CBF) | Rebeca 52' | Estádio: Defelê Árbitro: DF Matheus de Moraes Silva |  |

| 7 de maio Jogo 75 | Avaí/Kindermann                      | 3 – 2        | Athletico Paranaense  | Caçador                                                                  |  |
| 15:00             | Joyce 55' · Ximena 64' · Lourdes 66' | Súmula (CBF) | Bruna 4' · Ingrid 78' | Estádio: Carlos Alberto Costa Neves Árbitra: SC Tainan Bordignon Somensi |  |

| 7 de maio Jogo 76 | Ferroviária | 1 – 2        | Flamengo                        | Araraquara                                                     |  |
| 16:00             | Aline 61'   | Súmula (CBF) | Crivelari 45+3' · Darlene 90+5' | Estádio: Fonte Luminosa Árbitro: SP Guilherme Nunes de Santana |  |

| 7 de maio Jogo 73 | Bahia       | 1 – 3        | Real Ariquemes                        | Salvador                                               |  |
| 18:00             | Nathane 83' | Súmula (CBF) | Mafe 11' (pen.) · Karol Lins 21', 43' | Estádio: Pituaçu Árbitro: BA Jailton Moura Silva Filho |  |

#### Décima primeira rodada
| 12 de maio Jogo 81 | Athletico Paranaense             | 2 – 1        | Bahia              | Curitiba                                         |  |
| 15:00              | Maiara 85' · Eduarda Tosti 90+5' | Súmula (CBF) | Juliana 76' (pen.) | Estádio: CAT do Cajú Árbitro: PR Robson Babinski |  |

| 13 de maio Jogo 83 | Grêmio                | 1 – 0                      | Real Ariquemes | Porto Alegre                                                                        |  |
| 15:00              | Rafa Levis 87' (pen.) | Súmula (CBF) Borderô (CBF) |                | Estádio: Francisco Novelletto Renda: R$ 0,00 Árbitro: RS Jonathan Giovanella Vivian |  |

| 14 de maio Jogo 87 | Corinthians   | 1 – 0                      | Santos | São Paulo |  |
| 11:00              | Jheniffer 46' | Súmula (CBF) Borderô (CBF) |        | Estádio: Parque São Jorge Público: 4 613 Renda: R$ 77 803,00 Árbitra: SP Fernanda dos Santos Ignacio de Souza |  |

| 14 de maio Jogo 82 | Ceará              | 1 – 2                      | Avaí/Kindermann         | Itaitinga                                                                               |  |
| 15:00              | Juliana 15' (pen.) | Súmula (CBF) Borderô (CBF) | Limpia 47' · Raquel 55' | Estádio: Cidade Vozão Renda: R$ 0,00 Árbitro: CE Francisco Naydson Albuquerque de Souza |  |

| 14 de maio Jogo 88 | Atlético Mineiro | 0 – 2                      | Internacional     | Belo Horizonte                                                                  |  |
| 15:00              |                  | Súmula (CBF) Borderô (CBF) | Djenifer 10', 20' | Estádio: Alterosas Público: 120 Renda: R$ 0,00 Árbitro: MG Hieger Tulio Cardoso |  |

| 14 de maio Jogo 84 | Ferroviária              | 2 – 0                      | Real Brasília | Araraquara                                                                                |  |
| 17:00              | Larissa 71' · Lelê 90+3' | Súmula (CBF) Borderô (CBF) |               | Estádio: Fonte Luminosa Público: 476 Renda: R$ 2 645,00 Árbitro: SP Gustavo Holanda Souza |  |

| 14 de maio Jogo 86 | Palmeiras                                   | 3 – 2                      | Cruzeiro                               | Barueri |  |
| 17:00              | Duda Santos 13' · Amanda Gutierres 67', 77' | Súmula (CBF) Borderô (CBF) | Byanca Brasil 49' · Carol Baiana 90+3' | Estádio: Arena Barueri Público: 73 Renda: R$ 0,00 Árbitro: SP Guilherme Francisco Maciel da Silva e Rosario |  |

| 15 de maio Jogo 85 | Flamengo     | 1 – 1                      | São Paulo | Rio de Janeiro                                                          |  |
| 20:00              | Crivelari 2' | Súmula (CBF) Borderô (CBF) | Duda 61'  | Estádio: Luso-Brasileiro Renda: R$ 0,00 Árbitra: RJ Rejane Silva (FIFA) |  |

#### Décima segunda rodada
| 20 de maio Jogo 94 | Palmeiras                         | 4 – 1                      | Ferroviária | Jundiaí |  |
| 11:00              | Amanda Gutierres 3', 7', 16', 78' | Súmula (CBF) Borderô (CBF) | Larissa 53' | Estádio: Jayme Cintra Público: 467 Renda: R$ 5 905,00 Árbitro: SP Guilherme Francisco Maciel da Silva e Rosario |  |

| 20 de maio Jogo 95 | Internacional              | 3 – 0                      | Bahia | Novo Hamburgo                                                                         |  |
| 11:00              | Tamara 5' · Belen 20', 46' | Súmula (CBF) Borderô (CBF) |       | Estádio: Vale Público: 147 Renda: R$ 1 470,00 Árbitro: RS Anderson da Silveira Farias |  |

| 20 de maio Jogo 90 | Avaí/Kindermann   | 1 – 0        | Corinthians | Caçador                                                        |  |
| 15:00              | Raquel 90' (pen.) | Súmula (CBF) |             | Estádio: Carlos Alberto Costa Neves Árbitro: SC Edson da Silva |  |

| 20 de maio Jogo 92 | Real Brasília | 1 – 0                      | Grêmio | Brasília                                                                                    |  |
| 15:00              | Marcela 90+5' | Súmula (CBF) Borderô (CBF) |        | Estádio: Defelê Público: 42 Renda: R$ 175,00 Árbitro: DF Marcello Ruda Neves Ramos da Costa |  |

| 20 de maio Jogo 89 | Real Ariquemes                  | 2 – 0        | Ceará | Ariquemes                                             |  |
| 16:30              | Karol Lins 49' · Geisiane 90+5' | Súmula (CBF) |       | Estádio: Valerião Árbitro: AC Fábio Santos de Santana |  |

| 21 de maio Jogo 93 | São Paulo                                   | 3 – 0                      | Athletico Paranaense | Cotia                                                                                 |  |
| 15:00              | Ingrid 3' (pen.) · Mariana 30' · Milene 75' | Súmula (CBF) Borderô (CBF) |                      | Estádio: Marcelo Portugal Público: 1 779 Renda: R$ 0,00 Árbitro: SP Michel de Camargo |  |

| 21 de maio Jogo 91 | Santos                               | 2 – 0                      | Atlético Mineiro | Santos                                                                              |  |
| 15:00              | Vitória 15' · Cristiane 90+6' (pen.) | Súmula (CBF) Borderô (CBF) |                  | Estádio: Vila Belmiro Público: 1 779 Renda: R$ 0,00 Árbitra: SP Adeli Mara Monteiro |  |

| 22 de maio Jogo 96 | Cruzeiro                                                | 3 – 1                      | Flamengo   | Belo Horizonte                                                                            |  |
| 17:30              | Fernanda Tipa 4' · Carol Baiana 31' · Byanca Brasil 75' | Súmula (CBF) Borderô (CBF) | Thaísa 19' | Estádio: Alterosas Público: 146 Renda: R$ 0,00 Árbitra: MG Andreza Helena Siqueira (FIFA) |  |

#### Décima terceira rodada
| 25 de maio Jogo 100 | Grêmio     | 1 – 0                      | Internacional | Eldorado do Sul                                                                                          |  |
| 18:30               | Raquel 20' | Súmula (CBF) Borderô (CBF) |               | Estádio: Airton Ferreira da Silva Público: 142 Renda: R$ 1 420,00 Árbitro: RS Jonathan Giovanella Vivian |  |

| 26 de maio Jogo 103 | Flamengo | 0 – 1                      | Palmeiras   | Rio de Janeiro                                                           |  |
| 21:30               |          | Súmula (CBF) Borderô (CBF) | Beatriz 62' | Estádio: Luso-Brasileiro Renda: R$ 0,00 Árbitro: RJ Rafael Martins de Sá |  |

| 27 de maio Jogo 98 | Athletico Paranaense | 0 – 5        | Cruzeiro                                                                               | Curitiba                                                         |  |
| 15:00              |                      | Súmula (CBF) | Carol Baiana 8', 52' · Byanca Brasil 47' · Larissa Vasconcelos 72' · Paloma 89' (g.c.) | Estádio: CAT do Cajú Árbitro: PR Kleber Ariel Goncalves da Silva |  |

| 27 de maio Jogo 99 | Ceará      | 1 – 6                      | Santos                                                                                       | Itaitinga                                                       |  |
| 15:00              | Márcia 44' | Súmula (CBF) Borderô (CBF) | Jourdan 4' · Gi Fernandes 10' · Erikinha 11' · Adriana 50' · Tainá Maranhão 57' · Ketlen 67' | Estádio: Cidade Vozão Renda: R$ 0,00 Árbitra: CE Ingrede Santos |  |

| 27 de maio Jogo 97 | Bahia                  | 2 – 4                      | Avaí/Kindermann                                     | Salvador                                                                             |  |
| 15:00              | Aila 20' · Yenny 45+2' | Súmula (CBF) Borderô (CBF) | Raquel 45', 68' (pen.) · Pamela 84' · Daniela 90+1' | Estádio: Pituaçu Público: 300 Renda: R$ 300,00 Árbitro: BA Joedson de Jesus Oliveira |  |

| 27 de maio Jogo 101 | Ferroviária  | 1 – 0                      | São Paulo | Araraquara                                                                                               |  |
| 16:00               | Patricia 36' | Súmula (CBF) Borderô (CBF) |           | Estádio: Fonte Luminosa Público: 550 Renda: R$ 3 555,00 Árbitra: SP Fernanda dos Santos Ignacio de Souza |  |

| 28 de maio Jogo 104 | Corinthians      | 1 – 0                      | Atlético Mineiro | São Bernardo do Campo                                                                      |  |
| 11:00               | Duda Sampaio 64' | Súmula (CBF) Borderô (CBF) |                  | Estádio: 1.º de Maio Público: 1 476 Renda: R$ 10 871,00 Árbitra: SP Marianna Nanni Batalha |  |

| 28 de maio Jogo 102 | Real Brasília                   | 3 – 0                      | Real Ariquemes | Brasília                                                                             |  |
| 15:00               | Nene 9', 38' · Lady Andrade 19' | Súmula (CBF) Borderô (CBF) |                | Estádio: Defelê Público: 75 Renda: R$ 185,00 Árbitro: DF Luiz Paulo da Silva Aniceto |  |

#### Décima quarta rodada
| 3 de junho Jogo 109 | Internacional  | 2 – 1                      | Ceará       | Novo Hamburgo                                                                         |  |
| 11:00               | Belen 14', 41' | Súmula (CBF) Borderô (CBF) | Juliana 36' | Estádio: Vale Público: 110 Renda: R$ 1 100,00 Árbitro: RS Anderson da Silveira Farias |  |

| 3 de junho Jogo 105 | Avaí/Kindermann                                          | 4 – 0        | Athletico Paranaense | Caçador                                                           |  |
| 15:00               | Brendha 54' · Pamela 64' · Annaysa 75' (pen.) · Thai 90' | Súmula (CBF) |                      | Estádio: Carlos Alberto Costa Neves Árbitra: SC Jaqueline Blasius |  |

| 3 de junho Jogo 107 | São Paulo                                      | 4 – 1        | Real Brasília        | Cotia                                                     |  |
| 15:00               | Milene 3' · Naná 45+3' · Mariana 85' · Isa 87' | Súmula (CBF) | Rafaela Soares 45+1' | Estádio: Marcelo Portugal Árbitra: SP Adeli Mara Monteiro |  |

| 4 de junho Jogo 112 | Atlético Mineiro                           | 3 – 0                      | Real Ariquemes | Belo Horizonte                                                                  |  |
| 15:00               | Soraya 25' (pen.) · Emily 61' · Manu 90+4' | Súmula (CBF) Borderô (CBF) |                | Estádio: Alterosas Público: 150 Renda: R$ 0,00 Árbitro: MG Hieger Tulio Cardoso |  |

| 5 de junho Jogo 106 | Santos                    | 2 – 1        | Bahia      | Barueri                                              |  |
| 15:00               | Cristiane 50', 57' (pen.) | Súmula (CBF) | Thayna 86' | Estádio: Arena Barueri Árbitro: SP Michel de Camargo |  |

| 5 de junho Jogo 108 | Palmeiras                                   | 2 – 1        | Grêmio     | Jundiaí                                                 |  |
| 15:00               | Lorena Benítez 79' · Letícia Ferreira 90+4' | Súmula (CBF) | Shasha 67' | Estádio: Jayme Cintra Árbitro: SP Gustavo Holanda Souza |  |

| 5 de junho Jogo 111 | Cruzeiro          | 1 – 1                      | Ferroviária | Belo Horizonte                                                                    |  |
| 19:00               | Byanca Brasil 55' | Súmula (CBF) Borderô (CBF) | Suzane 84'  | Estádio: Alterosas Público: 330 Renda: R$ 0,00 Árbitro: MG Leonardo Rotondo Pinto |  |

| 5 de junho Jogo 110 | Corinthians                                             | 4 – 0        | Flamengo | São Paulo                                                |  |
| 20:00               | Gabi Portilho 18' · Duda Sampaio 78' · Isabela 82', 88' | Súmula (CBF) |          | Estádio: Parque São Jorge Árbitra: SP Edina Alves (FIFA) |  |

#### Décima quinta rodada
| 12 de junho Jogo 113 | Bahia     | 1 – 5        | Corinthians                                                                                    | Salvador                                                  |  |
| 15:00                | Yenny 28' | Súmula (CBF) | Duda Sampaio 10' · Giovanna Campiolo 15' · Tamires 20' · Jheniffer 45+3' · Vic Albuquerque 50' | Estádio: Pituaçu Árbitro: BA Wagner Francisco Silva Souza |  |

| 12 de junho Jogo 114 | Real Ariquemes | 0 – 3 (w.o.) | Santos | Porto Velho                                                   |  |
| 15:00                |                | Súmula (CBF) |        | Estádio: Aluizão Árbitro: RO Angleison Marcos Vieira Monteiro |  |

| 12 de junho Jogo 115 | Athletico Paranaense | 1 – 2        | Palmeiras                                 | Curitiba                                              |  |
| 15:00                | Thayslane 53'        | Súmula (CBF) | Ingrid Sorriso 73' · Amanda Gutierres 89' | Estádio: CAT do Cajú Árbitro: PR Murilo Ugolini Klein |  |

| 12 de junho Jogo 116 | Ceará      | 1 – 1        | Atlético Mineiro | Itaitinga                                                     |  |
| 15:00                | Amalia 73' | Súmula (CBF) | Manu 66'         | Estádio: Cidade Vozão Árbitro: CE Joanilson Scarcella de Lima |  |

| 12 de junho Jogo 117 | Grêmio | 0 – 3        | São Paulo                             | Eldorado do Sul                                             |  |
| 15:00                |        | Súmula (CBF) | Glaucia 35' · Nana 62' · Vivian 90+1' | Estádio: Airton Ferreira da Silva Árbitro: RS Roger Goulart |  |

| 12 de junho Jogo 118 | Ferroviária                           | 3 – 0        | Avaí/Kindermann | Matão                                                           |  |
| 15:00                | Lelê 47' · Eudimilla 66' · Suzane 89' | Súmula (CBF) |                 | Estádio: Hudson Buck Ferreira Árbitro: SP Lucas Canetto Bellote |  |

| 12 de junho Jogo 119 | Real Brasília | 1 – 1        | Cruzeiro       | Brasília                                                       |  |
| 15:00                | Juliana 75'   | Súmula (CBF) | Mari Pires 40' | Estádio: Defelê Árbitro: DF Marcello Ruda Neves Ramos da Costa |  |

| 12 de junho Jogo 120 | Flamengo                 | 2 – 1        | Internacional | Rio de Janeiro                                               |  |
| 15:00                | Leidi 20' · Monalisa 75' | Súmula (CBF) | Celsa 57'     | Estádio: Gávea Árbitro: RJ Alexandre Vargas Tavares de Jesus |  |

## Fase final

### Tabela
As equipes que estão em italíco possuem o mando de campo no primeiro jogo e em negrito as equipes classificadas.
|  | Quartas de final                                | Quartas de final                                | Quartas de final                                | Quartas de final                                |       |             | Semifinais                               | Semifinais                               | Semifinais                               | Semifinais                               |  |             | Final                                      | Final                                      | Final                                      | Final                                      |  |  |
|  | 18 e 19 de junho (ida) 25 e 26 de junho (volta) | 18 e 19 de junho (ida) 25 e 26 de junho (volta) | 18 e 19 de junho (ida) 25 e 26 de junho (volta) | 18 e 19 de junho (ida) 25 e 26 de junho (volta) |       |             | 27 de agosto (ida) 2 de setembro (volta) | 27 de agosto (ida) 2 de setembro (volta) | 27 de agosto (ida) 2 de setembro (volta) | 27 de agosto (ida) 2 de setembro (volta) |  |             | 7 de setembro (ida) 10 de setembro (volta) | 7 de setembro (ida) 10 de setembro (volta) | 7 de setembro (ida) 10 de setembro (volta) | 7 de setembro (ida) 10 de setembro (volta) |  |  |
|  |                                                 |                                                 |                                                 |                                                 |       |             |                                          |                                          |                                          |                                          |  |             |                                            |                                            |                                            |                                            |  |  |
|  | Corinthians                                     | 2                                               | 4                                               | 6                                               |       |             |                                          |                                          |                                          |                                          |  |             |                                            |                                            |                                            |                                            |  |  |
|  | Cruzeiro                                        | 1                                               | 2                                               | 3                                               |       |             |                                          |                                          |                                          |                                          |  |             |                                            |                                            |                                            |                                            |  |  |
|  | Cruzeiro                                        | 1                                               | 2                                               | 3                                               |       | Corinthians | 3                                        | 2                                        | 5                                        |                                          |  |             |                                            |                                            |                                            |                                            |  |  |
|  |                                                 |                                                 |                                                 |                                                 |       | Corinthians | 3                                        | 2                                        | 5                                        |                                          |  |             |                                            |                                            |                                            |                                            |  |  |
|  |                                                 | Santos                                          | 0                                               | 0                                               | 0     |             |                                          |                                          |                                          |                                          |  |             |                                            |                                            |                                            |                                            |  |  |
|  | Santos                                          | Santos                                          | 0                                               | 0                                               | 0     | 3           | 4                                        | 7                                        |                                          |                                          |  |             |                                            |                                            |                                            |                                            |  |  |
|  | Santos                                          |                                                 |                                                 |                                                 |       | 3           | 4                                        | 7                                        |                                          |                                          |  |             |                                            |                                            |                                            |                                            |  |  |
|  | Flamengo                                        | 1                                               | 1                                               | 2                                               |       |             |                                          |                                          |                                          |                                          |  |             |                                            |                                            |                                            |                                            |  |  |
|  | Flamengo                                        | 1                                               | 1                                               | 2                                               |       |             |                                          |                                          |                                          |                                          |  | Corinthians | 0                                          | 2                                          | 2                                          |                                            |  |  |
|  |                                                 |                                                 |                                                 |                                                 |       |             |                                          |                                          |                                          |                                          |  | Corinthians | 0                                          | 2                                          | 2                                          |                                            |  |  |
|  |                                                 | Ferroviária                                     | 0                                               | 1                                               | 1     |             |                                          |                                          |                                          |                                          |  |             |                                            |                                            |                                            |                                            |  |  |
|  | Palmeiras                                       | Ferroviária                                     | 0                                               | 1                                               | 1     | 1           | 1                                        | 2                                        |                                          |                                          |  |             |                                            |                                            |                                            |                                            |  |  |
|  | Palmeiras                                       |                                                 |                                                 |                                                 |       | 1           | 1                                        | 2                                        |                                          |                                          |  |             |                                            |                                            |                                            |                                            |  |  |
|  | São Paulo                                       | 1                                               | 3                                               | 4                                               |       |             |                                          |                                          |                                          |                                          |  |             |                                            |                                            |                                            |                                            |  |  |
|  | São Paulo                                       | 1                                               | 3                                               | 4                                               |       | São Paulo   | 1                                        | 2                                        | 3 (1)                                    |                                          |  |             |                                            |                                            |                                            |                                            |  |  |
|  |                                                 |                                                 |                                                 |                                                 |       | São Paulo   | 1                                        | 2                                        | 3 (1)                                    |                                          |  |             |                                            |                                            |                                            |                                            |  |  |
|  |                                                 | Ferroviária (pen)                               | 3                                               | 0                                               | 3 (3) |             |                                          |                                          |                                          |                                          |  |             |                                            |                                            |                                            |                                            |  |  |
|  | Ferroviária                                     | Ferroviária (pen)                               | 3                                               | 0                                               | 3 (3) | 1           | 3                                        | 4                                        |                                          |                                          |  |             |                                            |                                            |                                            |                                            |  |  |
|  | Ferroviária                                     |                                                 |                                                 |                                                 |       | 1           | 3                                        | 4                                        |                                          |                                          |  |             |                                            |                                            |                                            |                                            |  |  |
|  | Internacional                                   | 0                                               | 0                                               | 0                                               |       |             |                                          |                                          |                                          |                                          |  |             |                                            |                                            |                                            |                                            |  |  |

### Quartas de final
As partidas das quartas de final aconteceram entre 18 e 19 de junho (ida) e 25 e 26 de junho (volta). Após esta fase, houve uma parada no Campeonato em função da Copa do Mundo de 2023.

#### Ida
| 18 de junho Jogo 122 | São Paulo   | 1 – 1        | Palmeiras            | Santo André                                             |  |
| 16:00                | Maressa 89' | Súmula (CBF) | Letícia Ferreira 27' | Estádio: José Daniel Árbitra: SP Marianna Nanni Batalha |  |

| 18 de junho Jogo 123 | Internacional | 0 – 1                      | Ferroviária | Caxias do Sul                                                                   |  |
| 16:00                |               | Súmula (CBF) Borderô (CBF) | Luana 82'   | Estádio: Centenário Público: 717 Renda: R$ 7 170,00 Árbitra: PE Deborah Cecilia |  |

| 18 de junho Jogo 124 | Flamengo  | 1 – 3        | Santos                                     | Volta Redonda                                                           |  |
| 16:00                | Leidi 40' | Súmula (CBF) | Vitória 3' · Cristiane 73' · Thaisinha 78' | Estádio: Raulino de Oliveira Árbitra: MG Andreza Helena Siqueira (FIFA) |  |

| 19 de junho Jogo 121 | Cruzeiro    | 1 – 2                      | Corinthians                              | Muriaé                                                                                      |  |
| 20:00                | Marilia 45' | Súmula (CBF) Borderô (CBF) | Gabi Zanotti 30' · Vic Albuquerque 90+4' | Estádio: Soares de Azevedo Público: 3 200 Renda: R$ 0,00 Árbitra: SE Thayslane Costa (FIFA) |  |

#### Volta
| 25 de junho Jogo 126 | Palmeiras       | 1 – 3        | São Paulo                             | São Paulo                                              |  |
| 10:00                | Andressinha 11' | Súmula (CBF) | Rafa Mineira 22' · Ana 49' · Mica 66' | Estádio: Allianz Parque Árbitra: SP Edina Alves (FIFA) |  |

| 25 de junho Jogo 127 | Ferroviária                           | 3 – 0        | Internacional | Araraquara                                              |  |
| 10:00                | Aline 36' · Suzane 89' · Cuesta 90+3' | Súmula (CBF) |               | Estádio: Fonte Luminosa Árbitra: RJ Rejane Silva (FIFA) |  |

| 25 de junho Jogo 128 | Santos                                     | 4 – 1        | Flamengo  | Santos                                                   |  |
| 10:00                | Ketlen 22', 90+1' · Bia 54' · Camila 90+3' | Súmula (CBF) | Leidi 18' | Estádio: Vila Belmiro Árbitra: PE Deborah Cecilia (FIFA) |  |

| 26 de junho Jogo 125 | Corinthians                                                          | 4 – 2        | Cruzeiro                              | São Paulo                                                   |  |
| 18:30                | Jheniffer 12' · Vic Albuquerque 23' · Duda Sampaio 48' · Tamires 62' | Súmula (CBF) | Isa Fernandes 31' · Byanca Brasil 58' | Estádio: Parque São Jorge Árbitra: SC Charly Deretti (FIFA) |  |

### Semifinais
Após as quartas de final, houve uma parada no Campeonato em função da Copa do Mundo de 2023 e as partidas das semifinais acontecem, conforme o calendário de competições de CBF, em 27 de agosto (ida) e 2 de setembro (volta).
O mando de campo das partidas de volta, para esta fase, será determinado pelos seguintes critérios:
1. Maior somatória de pontos ganhos em toda a competição (soma das fases)
2. Maior número de vitórias em toda a competição (soma das fases)
3. Maior saldo de gols em toda a competição (soma das fases)
4. Sorteio

| Pos. | Equipes     | Pts. | J  | V  | E | D | GP | GC | SG  |
| ---- | ----------- | ---- | -- | -- | - | - | -- | -- | --- |
| 1    | Corinthians | 43   | 17 | 14 | 1 | 2 | 59 | 11 | +48 |
| 2    | Ferroviária | 40   | 17 | 13 | 1 | 3 | 42 | 16 | +26 |
| 3    | Santos      | 38   | 17 | 12 | 2 | 3 | 39 | 12 | +27 |
| 4    | São Paulo   | 29   | 17 | 8  | 5 | 4 | 31 | 15 | +16 |

#### Ida
| 27 de agosto Jogo 129 | Santos | 0 – 3                         | Corinthians                              | Santos                                                                                 |  |
| 10:30                 |        | Súmula (CBF) Borderô (CBF) ge | Jheniffer 17', 36' · Vic Albuquerque 23' | Estádio: Vila Belmiro Público: 4 471 Renda: R$ 0,00 Árbitra: PE Deborah Cecilia (FIFA) |  |

| 27 de agosto Jogo 130 | São Paulo  | 1 – 3                         | Ferroviária                     | Santo André                                                                      |  |
| 10:30                 | Milene 75' | Súmula (CBF) Borderô (CBF) ge | Barrinha 67' · Larissa 77', 89' | Estádio: José Daniel Público: 642 Renda: R$ 0,00 Árbitra: RJ Rejane Silva (FIFA) |  |

#### Volta
| 2 de setembro Jogo 131 | Corinthians                            | 2 – 0           | Santos | São Paulo                                                   |  |
| 16:30                  | Duda Sampaio 63' (pen.) · Fernanda 88' | Súmula (CBF) ge |        | Estádio: Parque São Jorge Árbitra: SC Charly Deretti (FIFA) |  |

| 2 de setembro Jogo 132         | Ferroviária | 0 – 2 (3 – 3 agr.) (3 – 1 pen.) | São Paulo            | Araraquara                                                         |  |
| 16:30                          |             | Súmula (CBF) ge                 | Ariel 36' · Mica 43' | Estádio: Fonte Luminosa Árbitra: MG Andreza Helena Siqueira (FIFA) |  |
|                                |             | Penalidades                     |                      |                                                                    |  |
| Luana Larissa Eudimilla Mylena |             | Carina Ingrid Ariel Maressa     |                      |                                                                    |  |

### Final
As partidas da final acontecem em 7 de setembro (ida) e 10 de setembro (volta).
O mando de campo das partidas de volta, também para esta fase, será determinado pelos seguintes critérios:
1. Maior somatória de pontos ganhos em toda a competição (soma das fases)
2. Maior número de vitórias em toda a competição (soma das fases)
3. Maior saldo de gols em toda a competição (soma das fases)
4. Sorteio

| Pos. | Equipes     | Pts. | J  | V  | E | D | GP | GC | SG  |
| ---- | ----------- | ---- | -- | -- | - | - | -- | -- | --- |
| 1    | Corinthians | 49   | 19 | 16 | 1 | 2 | 64 | 11 | +53 |
| 2    | Ferroviária | 43   | 19 | 14 | 1 | 4 | 45 | 19 | +26 |

#### Ida
| 7 de setembro Jogo 133 | Ferroviária | 0 – 0           | Corinthians | Araraquara                                                 |  |
| 16:20                  |             | Súmula (CBF) ge |             | Estádio: Fonte Luminosa Árbitra: SE Thayslane Costa (FIFA) |  |

#### Volta
|  | Corinthians |  | Ferroviária |  |

| G            | 12 | Lelê              |     |     |
| LD           | 21 | Paulinha          |     | 58' |
| Z            | 3  | Tarciane          |     |     |
| LE           | 37 | Tamires           |     | 83' |
| LE           | 71 | Yasmim            |     |     |
| M            | 10 | Gabi Zanotti      |     | 83' |
| M            | 20 | Mariza            | 89' |     |
| M            | 27 | Duda Sampaio      |     |     |
| A            | 9  | Jheniffer         |     |     |
| A            | 14 | Millene           | 50' | 58' |
| A            | 30 | Jaqueline         |     | 34' |
| Reservas:    |    |                   |     |     |
| G            | 1  | Taina             |     |     |
| LD           | 2  | Katiuscia         |     | 58' |
| Z            | 4  | Giovanna Campiolo |     |     |
| Z            | 74 | Andressa          |     |     |
| LE           | 6  | Isa               |     |     |
| V            | 5  | Luana             |     |     |
| V            | 8  | Diany             |     |     |
| M            | 7  | Grazi             |     |     |
| M            | 17 | Vic Albuquerque   |     | 58' |
| A            | 18 | Gabi Portilho     |     | 34' |
| A            | 22 | Fernandinha       |     | 83' |
| V            | 28 | Ju Ferreira       |     | 83' |
| Treinador:   |    |                   |     |     |
| Arthur Elias |    |                   |     |     |

| G            | 1            | Luciana          |       |     |
| LD           | 2            | Mônica           |       | 81' |
| Z            | 3            | Daiana           |       |     |
| Z            | 4            | Luana            | 90+3' |     |
| Z            | 19           | Géssica          |       | 81' |
| LE           | 6            | Barrinha         |       |     |
| V            | 16           | Mylena           |       | 55' |
| M            | 11           | Eudimilla        | 52'   |     |
| M            | 17           | Suzane           |       | 64' |
| M            | 22           | Raquel           | 18'   |     |
| A            | 9            | Larissa          |       | 81' |
| Reservas:    |              |                  |       |     |
| G            | 23           | Karen            |       |     |
| Z            | 25           | Ana              |       |     |
| M            | 5            | Nicoly           |       |     |
| M            | 8            | Ingryd           |       | 81' |
| M            | 13           | Jessica          |       |     |
| M            | 18           | Karina           |       |     |
| M            | 20           | Dai              |       | 81' |
| A            | 7            | Aline            |       | 55' |
| A            | 10           | Patricia         |       | 64' |
| A            | 21           | Yisela Cuesta    |       |     |
| A            | 26           | Joemar Guarecuco |       |     |
| A            | 30           | Lelê             |       | 81' |
| Treinador:   |              |                  |       |     |
| Jéssica Lima | Jéssica Lima | Jéssica Lima     | 90+5' |     |

| G            | 12 | Lelê              |     |     |
| LD           | 21 | Paulinha          |     | 58' |
| Z            | 3  | Tarciane          |     |     |
| LE           | 37 | Tamires           |     | 83' |
| LE           | 71 | Yasmim            |     |     |
| M            | 10 | Gabi Zanotti      |     | 83' |
| M            | 20 | Mariza            | 89' |     |
| M            | 27 | Duda Sampaio      |     |     |
| A            | 9  | Jheniffer         |     |     |
| A            | 14 | Millene           | 50' | 58' |
| A            | 30 | Jaqueline         |     | 34' |
| Reservas:    |    |                   |     |     |
| G            | 1  | Taina             |     |     |
| LD           | 2  | Katiuscia         |     | 58' |
| Z            | 4  | Giovanna Campiolo |     |     |
| Z            | 74 | Andressa          |     |     |
| LE           | 6  | Isa               |     |     |
| V            | 5  | Luana             |     |     |
| V            | 8  | Diany             |     |     |
| M            | 7  | Grazi             |     |     |
| M            | 17 | Vic Albuquerque   |     | 58' |
| A            | 18 | Gabi Portilho     |     | 34' |
| A            | 22 | Fernandinha       |     | 83' |
| V            | 28 | Ju Ferreira       |     | 83' |
| Treinador:   |    |                   |     |     |
| Arthur Elias |    |                   |     |     |

| G            | 1            | Luciana          |       |     |
| LD           | 2            | Mônica           |       | 81' |
| Z            | 3            | Daiana           |       |     |
| Z            | 4            | Luana            | 90+3' |     |
| Z            | 19           | Géssica          |       | 81' |
| LE           | 6            | Barrinha         |       |     |
| V            | 16           | Mylena           |       | 55' |
| M            | 11           | Eudimilla        | 52'   |     |
| M            | 17           | Suzane           |       | 64' |
| M            | 22           | Raquel           | 18'   |     |
| A            | 9            | Larissa          |       | 81' |
| Reservas:    |              |                  |       |     |
| G            | 23           | Karen            |       |     |
| Z            | 25           | Ana              |       |     |
| M            | 5            | Nicoly           |       |     |
| M            | 8            | Ingryd           |       | 81' |
| M            | 13           | Jessica          |       |     |
| M            | 18           | Karina           |       |     |
| M            | 20           | Dai              |       | 81' |
| A            | 7            | Aline            |       | 55' |
| A            | 10           | Patricia         |       | 64' |
| A            | 21           | Yisela Cuesta    |       |     |
| A            | 26           | Joemar Guarecuco |       |     |
| A            | 30           | Lelê             |       | 81' |
| Treinador:   |              |                  |       |     |
| Jéssica Lima | Jéssica Lima | Jéssica Lima     | 90+5' |     |

## Premiação
| Campeonato Brasileiro Feminino de 2023 – Série A1 |
| São Paulo                                         |
| ------------------------------------------------- |
| CORINTHIANS Tetracampeão (5.º título)             |

## Estatísticas
MAIORES PÚBLICOS
| Nº | Público | Mandante    | Placar | Visitante    | Estádio           |  |  |
| 1  | 42.556  | Corinthians | 2–1    | Ferroviária  | Neo Química Arena |  |  |
| 2  | 9.899   | Ferroviária | 0–0    | Corinthians  | Fonte Luminosa    |  |  |
| 3  | 8.398   | Corinthians | 2–0    | Santos       | Fazendinha        |  |  |
| 4  | 7.812   | Corinthians | 4-0    | Grêmio       | Fazendinha        |  |  |
| 5  | 7.454   | Corinthians | 3–2    | Palmeiras    | Fazendinha        |  |  |
| 6  | 6.725   | Corinthians | 14-0   | x Ceará      | Fazendinha        |  |  |
| 7  | 6.496   | Palmeiras   | 1-3    | São Paulo    | Allianz Parque    |  |  |
| 8  | 5.438   | Corinthians | 7-1    | Cruzeiro     | Fazendinha        |  |  |
| 9  | 5.388   | Corinthians | 1-0    | Athletico-PR | Nogueirão         |  |  |
| 10 | 4.613   | Corinthians | 1–0    | Santos       | Fazendinha        |  |  |

| Gols | Jogadora         | Equipe          |
| ---- | ---------------- | --------------- |
| 13   | Amanda Gutierres | Palmeiras       |
| 11   | Byanca Brasil    | Cruzeiro        |
| 10   | Aline            | Ferroviária     |
| 10   | Jheniffer        | Corinthians     |
| 9    | Vic Albuquerque  | Corinthians     |
| 8    | Cristiane        | Santos          |
| 8    | Crivelari        | Flamengo        |
| 8    | Ketlen           | Santos          |
| 8    | Larissa          | Ferroviária     |
| 8    | Letícia Ferreira | Palmeiras       |
| 7    | Bia Zaneratto    | Palmeiras       |
| 7    | Naná             | São Paulo       |
| 7    | Nathane          | Bahia           |
| 7    | Priscila         | Internacional   |
| 6    | 3 futebolistas   | 3 futebolistas  |
| 5    | 2 futebolistas   | 2 futebolistas  |
| 4    | 12 futebolistas  | 12 futebolistas |
| 3    | 30 futebolistas  | 30 futebolistas |
| 2    | 39 futebolistas  | 39 futebolistas |
| 1    | 78 futebolistas  | 78 futebolistas |

| Gol contra | Jogadora | Equipe                                 |
| ---------- | -------- | -------------------------------------- |
| 1          | Amanda   | Real Ariquemes (para o Palmeiras)      |
| 2          | Amanda   | Real Ariquemes (para o Internacional)  |
| 3          | Poliana  | Palmeiras (para o São Paulo)           |
| 4          | Patricia | Grêmio (para a Ferroviária)            |
| 5          | Paloma   | Athletico Paranaense (para o Cruzeiro) |

### Hat-trick
Estes foram os hat-tricks do Campeonato:
|   | Jogadora         | Gols           | Mandante       | Placar | Visitante        | Data            | Etapa      | Ref.   |
| - | ---------------- | -------------- | -------------- | ------ | ---------------- | --------------- | ---------- | ------ |
| 1 | Diany            | 24', 35', 38'  | Corinthians    | 14 – 0 | Ceará            | 25 de fevereiro | 1.ª rodada | [ 20 ] |
| 2 | Nathane          | 5', 41', 45+1' | Bahia          | 10 – 0 | Ceará            | 11 de março     | 3.ª rodada | [ 21 ] |
| 3 | Aryane           | 48', 49', 83'  | Bahia          | 10 – 0 | Ceará            | 11 de março     | 3.ª rodada | [ 21 ] |
| 4 | Aline            | 21', 44', 59'  | Real Ariquemes | 0 – 8  | Ferroviária      | 26 de março     | 5.ª rodada | [ 22 ] |
| 5 | Letícia Ferreira | 23', 31', 49'  | Palmeiras      | 11 – 0 | Ceará            | 1 de abril      | 6.ª rodada | [ 23 ] |
| 6 | Nana             | 3', 25', 60'   | São Paulo      | 7 – 0  | Real Ariquemes   | 3 de abril      | 6.ª rodada | [ 24 ] |
| 7 | Amanda Gutierres | 27', 45', 55'  | Palmeiras      | 3 – 1  | Atlético Mineiro | 23 de abril     | 8.ª rodada | [ 25 ] |

### Poker-trick
Estes foram os poker-tricks do Campeonato:
|   | Jogadora         | Gols               | Mandante    | Placar | Visitante   | Data        | Etapa       | Ref.   |
| - | ---------------- | ------------------ | ----------- | ------ | ----------- | ----------- | ----------- | ------ |
| 1 | Gabi Zanotti     | 11', 13', 29', 39' | Corinthians | 7 – 1  | Cruzeiro    | 30 de abril | 9.ª rodada  | [ 26 ] |
| 2 | Amanda Gutierres | 3', 7', 16', 78'   | Palmeiras   | 4 – 1  | Ferroviária | 20 de maio  | 12.ª rodada | [ 27 ] |